# Cape Alexandra
Cape Alexandra är en udde i Sydgeorgien och Sydsandwichöarna (Storbritannien). Den ligger i den nordvästra delen av Sydgeorgien och Sydsandwichöarna.
Terrängen inåt land är kuperad åt sydost, men åt sydväst är den platt. Havet är nära Cape Alexandra åt nordväst.  Det finns inga samhällen i närheten. 